# Leroy Aarons
Leroy Aarons (The Bronx, 8 dicembre 1933 – Santa Rosa, 28 novembre 2004) è stato un giornalista, editore e drammaturgo statunitense, fondatore della National Lesbian Gay Journalists Association (NLGJA) e membro fondatore della Robert C. Maynard Institute for Jouranlism Education.
Nel 2005 è stato inserito nella Hall of Fame della NLGJA.

## Biografia
Leroy è nato a Brox, bourogh di New York, nel 1933. Si laurea all'università di Brox, dopodiché si arruola nella marina, dove raggiunse il grado di sergente. Terminata la carriera militare incomincia a dedicarsi al giornalismo. Incomincia così a lavorare tra Los Angeles e New York, scrivendo articoli molto importanti, riguardante la morte di Kennedy e l'assassinio di Martin Luther King.
Nel 1984 gli viene chiesto di condurre un'indagine sull'orientamento sessuale dei giornalisti. Da questa indagine Aarons scoprì che la stragrande maggioranza di giornalisti gay aveva relazioni di "copertura" con donne, meno del sessanta per cento era dichiarata con i propri colleghi e soltanto il sei per cento si trovava bene nel proprio ambiente lavorativo. Da questo evento, decise di creare l'organizzazione denominata National Lesbian Gay Journalist Association.
Nel 1989 scoprì del suicidio del giovane Bobby Griffith. Il suicidio era dovuto all'oppressione costante della madre del giovane, Mary, che cercava in tutti i modi di convertire il figlio, dicendogli continuamente che l'omosessualità fosse sbagliata. Dopo la morte del giovane, Mary Griffith è diventata un'attivista LGBT. Abbandonata la carriera di giornalista, Leroy scrisse il libro Prayers For Bobby:A Mother's Coming to Terms with the Suicide of Her Gay Son. Nel 2009 uscì la trasposizione cinematografica intitolata Prayers For Bobby.
Morì di cancro nel 2004. Il suo compagno, Joshua Boneh, porta avanti la sua opera di attivista LGTB.